# Artur Kozłowski

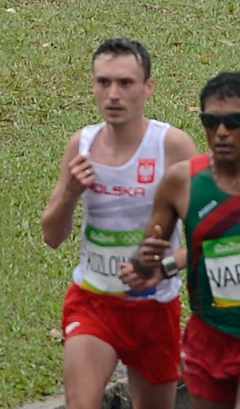
Artur Kozłowski 2016 in Rio de Janeiro

Artur Kozłowski (* 19. Januar 1985) ist ein polnischer Langstreckenläufer, der sich auf den Marathon spezialisiert hat.
2008 wurde er als Gesamtdritter beim Piła-Halbmarathon polnischer Meister im Halbmarathon und belegte bei den Halbmarathon-Weltmeisterschaften in Rio de Janeiro den 48. Platz. Im Jahr darauf kam er beim Berliner Halbmarathon auf den 18. Platz und wurde polnischer Meister über 5000 m. Bei seinem Debüt über die 42,195-km-Distanz belegte er beim Eindhoven-Marathon den 20. Rang.
Einem vierten Platz beim Warschau-Marathon 2011 folgte im Jahr darauf ein achter Platz beim Vienna City Marathon. Bei den Halbmarathon-WM 2012 in Kawarna lief er auf dem 43. Platz ein.
2013 wurde er erneut polnischer Meister über 5000 m, und 2015 kam er beim Orlen Warsaw Marathon auf den 15. Platz. 2016 wurde er Fünfter beim Houston-Marathon und qualifizierte sich mit einem Sieg beim Orlen Warsaw Marathon für die Olympischen Spiele in Rio de Janeiro, bei denen er den 39. Platz belegte.

## Persönliche Bestzeiten
- 2000 m: 5:13,50 min, 17. August 2009, Międzyzdroje
- 3000 m: 7:56,78 min, 25. Juni 2011, Stettin
- 5000 m: 13:46,66 min,	31. Juli 2009, Bydgoszcz
- 10.000 m: 28:48,74 min, 2. Mai 2009, Kędzierzyn-Koźle
- Halbmarathon: 1:03:36 h, 5. April 2009, Berlin
- Marathon: 2:10:58 h, 15. April 2012, Wien